# Chick Corea
Chick Corea, właśc. Armando Anthony Corea (ur. 12 czerwca 1941 w Chelsea, zm. 9 lutego 2021) – amerykański pianista jazzowy i kompozytor. Laureat NEA Jazz Masters Award. W 2006 był promotorem scjentologii.
Jeden z pionierów fusion, znacząco wpłynął na post-bop, jazz latynoski, free jazz, jazz awangardowy oraz klasyczny. Był jednym z pierwszych, którzy w pełni wykorzystali potencjał instrumentów elektronicznych.
„Żaden muzyk nie wykorzystał koncepcji fusion z taką różnorodnością, inteligencją oraz nieskazitelnym smakiem jak Chick Corea” napisał Len Lyons, autor i krytyk jazzowy, w swojej książce 101 najlepszych albumów jazzowych (The 101 Best Jazz Albums). Amerykański magazyn „Downbeat” nazwał Coreę "najbardziej różnorodną i nieprzewidywalną postacią w jazzie". Pośród muzyków, którzy wpłynęli na Coreę, wymienia się Mozarta, Beethovena, Arta Tatuma, Theloniousa Monka, Billa Evansa oraz, przede wszystkim, Buda Powella. Jest stawiany na półce razem z Herbiem Hancockiem i Keithem Jarrettem jako najbardziej wpływowy klawiszowiec drugiej połowy XX wieku.
Do najważniejszych momentów kariery Corei zaliczyć można współpracę z Milesem Davisem podczas nagrania albumu Bitches Brew w 1969 roku oraz utworzenie grupy fusion – Return to Forever. Jest autorem wielu standardów jazzowych, np. "Spain", "La Fiesta", "Now He Sings, Now He Sobs", "Armando's Rhumba" czy "Matrix".

## Życiorys

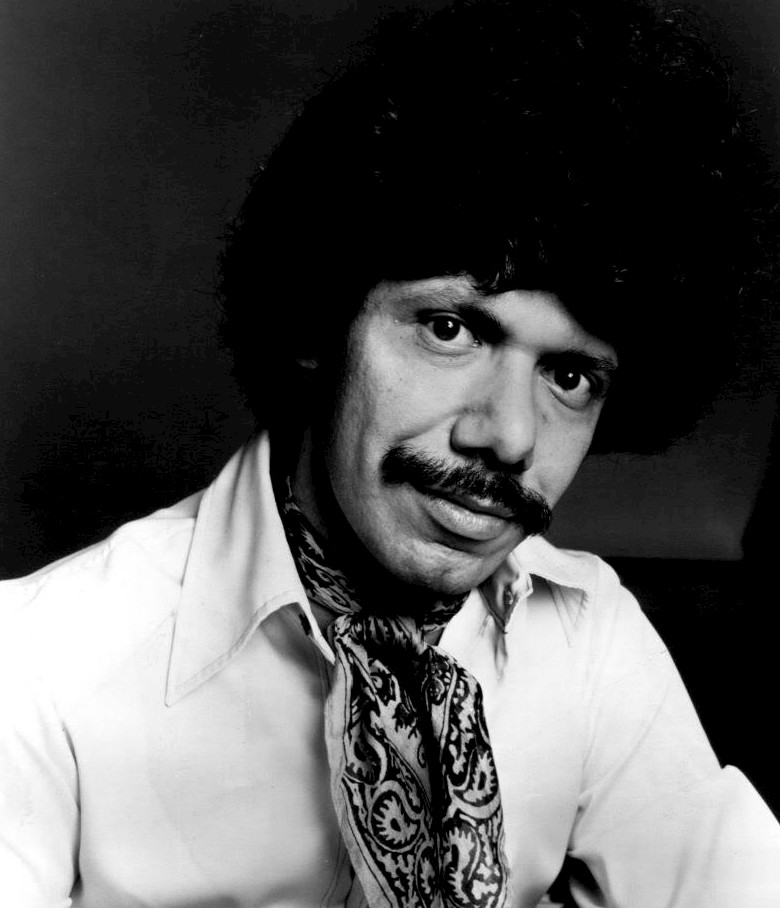
Chick Corea (1976)

Urodził się w Chelsea (Massachusetts) – aglomeracji miejskiej na przedmieściach Bostonu. Ma korzenie włoskie. Jedna linia jego dziadków pochodzi z Kalabrii, druga z Sycylii. Jego ojciec Armando, zawodowy trębacz jazzowy, który przewodził Original Dixieland Jazz Band w regionie Bostonu w latach 30. i 40., zapoznał Chicka z grą na pianinie w wieku lat pięciu. Ogromna kolekcja jazzowa ojca, jego zawód, znajomi, koledzy – to wszystko sprawiło, że syn był otoczony jazzem, co ukształtowało przyszłego muzyka. Fakt, że czas jego dorastania przypadł na okres bebopu, sprawił, że to właśnie jego gwiazdy i pionierzy jak Dizzy Gillespie, Charlie Parker, Bud Powell, Horace Silver czy Lester Young odcisnęli niebywałe piętno na Corei, co w późniejszym, dojrzalszym pianiście słychać bardzo wyraźnie. W wieku lat ośmiu podjął naukę gry na perkusji, co zainspirowało go później do obchodzenia się z fortepianem jak z instrumentem perkusyjnym. Dziedzictwo obszaru Bostonu jest także wyraźnie słyszalne w jego wstępie do "Nefertiti" na Circle – Paris Concert jako kompozycji Wayne'a Shortera.
Corea zdawał się wynosić więcej z indywidualnego rozwoju muzycznego niż ze szkoły, do której uczęszczał. Wartym wspomnienia jest wpływ pianisty koncertowego Salvatore Sullo, pod okiem którego ośmioletni Corea zaczął się szkolić, i który zapoznał go z muzyką poważną oraz rozbudził w nim zainteresowanie kompozycją. Gdy w szkole średniej młody Chick dostał od ojca czarny smoking, zaczął grywać chałtury. Występował w trio, które wykonywało muzykę Horace'a Silvera w miejscowym klubie jazzowym; w jego skład wchodzili portugalski trębacz i lider zespołu, Phil Barboza, oraz kongista Bill Fitch, który zapoznał Coreę z muzyką latynoską.

## Dyskografia

### Solo i ze współpracownikami
- Tones for Joan's Bones (1966)
- Now He Sings, Now He Sobs (1968)
- Is (1969)
- Sundance (1969)
- The Song of Singing (1970)
- Circulus (1970)
- Piano Improvisations Vol. 1 (1971)
- Piano Improvisations Vol. 2 (1971)
- The Leprechaun (1976)
- My Spanish Heart (1976)
- The Mad Hatter (1978)
- An Evening with Chick Corea & Herbie Hancock (1978)
- Secret Agent (1978)
- Friends  (1978)
- Delphi I (1979)
- CoreaHancock (1979)
- Delphi 2 & 3 (1980)
- Tap Step (1980)
- Live in Montreaux (1980)
- Three Quartets (1981)
- Touchstone  (1982)
- Trio Music (1982)
- Again & Again (1983)
- On two pianos (1983, z Nicolasem Economou)
- The Meeting (1983, z Friedrichem Guldą)
- Children's Songs (1984)
- Fantasy for Two Pianos with Friedrich Gulda (1984)
- Voyage – with Steve Kujala (1985)
- Septet (1985)
- Trio Music Live in Europe (1987)
- Play (1992, z Bobbym McFerrinem)
- Expressions  (1994)
- Time Warp  (1995)
- The Mozart Sessions (1996, z Bobbym McFerrinem)
- Remembering Bud Powell (1997)
- Like Minds (1998, Gary Burton, Chick Corea, Pat Metheny, Roy Haynes, Dave Holland)
- Corea Concerto (1999)
- Solo Piano – Originals (2000)
- Solo Piano – Standards (2000)
- New Trio: Past, Present & Futures (2001)
- Rendezvous In New York (2003)
- The Ultimate Adventure (2006)

### Chick Corea zGarym Burtonem
- Crystal Silence (1972)
- Duet  (1979)
- In Concert, Zürich (1980)
- Lyric Suite for Sextet (1983)
- Native Sense – The New Duets (1997)
- The New Crystal Silence  (2008)

### Circle
- Circle Gathering (1970)
- Circle Live in Germany (1970)
- ARC (1970)
- Circle – Paris Concert (1971)

### Return to Forever
- Return to Forever (1972)
- Light as a Feather (1973)
- Hymn of the Seventh Galaxy (1973)
- Where Have I Known You Before (1974)
- No Mystery (1975)
- Romantic Warrior (1976)
- Musicmagic (1977)
- RTF Live (1978)

### Chick Corea Elektric Band
- Chick Corea Elektric Band (1986)
- Light Years (1987)
- Eye of the Beholder (1988)
- Inside Out (1990)
- Beneath the Mask (1991)
- Elektric Band II: Paint the World (1993)
- To the Stars (2004)

### Chick Corea & Origin
- Live at The Blue Note (1998)
- A Week at The Blue Note (1998)
- Change (1999)

### Chick Corea's Akoustic Band
- Chick Corea Akoustic Band (1989)
- Alive (1991)
- Live from Blue Note Tokyo (2000)